# チョコレート検定
チョコレート検定（チョコレートけんてい）は、株式会社 明治の一部門であるチョコレート検定委員会が主催している検定試験である。

## 概要
本試験ではチョコレートの製造方法や歴史、チョコレートの原料であるカカオの生態などについて出題される。
明治グループ創業100周年および明治ミルクチョコレート発売90周年を記念して、2016年9月19日に第一回試験が実施された。以降、年1回、毎年9月に実施されている。
等級はチョコレートスペシャリスト（初級）、チョコレートエキスパート（中級）、チョコレートプロフェッショナル（上級）の3段階が用意されている。
すべての級でマークシート形式の筆記試験が実施される。上級ではこれに加え、テイスティングの実技試験も実施される。試験時間は60分（1時間）である。
合格基準は初級および中級では満点の70％以上の得点率である。上級は満点の80％以上の得点率で合格となる。